# Yimakan
Yimakan é uma tradição do povo nanai da Manchúria que consiste em contar uma história em voz alta, usando poesia, prosa e música, que determina diferentes pontos da narrativa. Entre os temas mais comuns, estão as histórias de batalhas entre tribos antigas.
Em 2011, foi incluída na Lista do Património Cultural Imaterial que necessita de medidas urgentes de salvaguarda da UNESCO.